# Leki ototoksyczne
Leki ototoksyczne – niejednorodna grupa leków, które podane ogólnie lub miejscowo wywierają niepożądane, toksyczne i uszkadzające działanie na narząd słuchu. Różnią się między sobą pod względem farmakologicznym i wskazań terapeutycznych. Ototoksyczne działanie leków może ujawnić się na każdym odcinku drogi słuchowej, jednak najbardziej podatny na ich toksyczne działanie jest ślimak.

## Grupy leków ototoksycznych

### Antybiotyki aminoglikozydowe
Ototoksyczność wśród tej grupy leków jest bardzo zróżnicowana. Niektóre leki z tej grupy uszkadzają tylko ślimak, a niektóre narząd równowagi. Najmniejszy odsetek zmian w narządzie słuchu zanotowano u pacjentów stosujących netylmycynę, najbardziej narażeni byli natomiast pacjenci leczeni aminoglikozydami na gruźlicę.
Typowy przykład zmian w narządzie słuchu spowodowany aminoglikozydami to obustronny niedosłuch odbiorczy w zakresie wysokich częstotliwości, któremu towarzyszą zaburzenie rozumienia mowy i szumy uszne oraz zaburzenia równowagi. Uszkodzenie słuchu może się pogłębiać, obejmując także niższe częstotliwości i prowadzić do głuchoty. Niedosłuch staje się dla chorego zauważalny po 2 tygodniach terapii. Rokowanie jest zwykle złe. 
Zróżnicowanie ototoksycznego działania aminoglikozydów:
- ribostamycyna(inne języki) i daktynomycyna – najbardziej „bezpieczne” antybiotyki dla narządu słuchu i równowagi, mające znikome działanie uszkadzające
- netylmycyna – większa toksyczność dla narządu przedsionkowego niż dla narządu słuchu
- gentamycyna, tobramycyna – antybiotyki o porównywalnym toksycznym wpływie na narząd słuchu i równowagi
- amikacyna i kanamycyna – antybiotyki uszkadzające głównie słuch.

W przypadku stosowania aminoglikozydów stwierdzono, że dieta ubogobiałkowa oraz stany niedożywienia zwiększają ich ototoksyczność. Ochronne działanie na narząd słuchu ma wysoki poziom glutationu, a wysoki poziom żelaza we krwi sprzyja uszkodzeniu narządu słuchu przez tę grupę antybiotyków.
Szczególne ototoksyczne narażenie mają wcześniaki oraz osoby starsze powyżej 65. roku życia.

### Diuretyki pętlowe
Diuretyki pętlowe są drugą po aminoglikozydach grupą leków najczęściej wywołującą efekt ototoksyczny. Powodują niedosłuch typu odbiorczego, zwykle odwracalny.
- furosemid – najczęściej wywołuje uszkodzenie błędnika, powodując niedosłuch typu odbiorczego.
- kwas etakrynowy – po jego zastosowaniu opisywano nawet całkowitą głuchotę.
- bumetanid – nowszy diuretyk pętlowy. Jego działanie ototoksyczne w porównaniu z wyżej wymienionymi jest mniejsze 6 razy.

### Antybiotyki makrolidowe
Najbardziej ototoksycznie w tej grupie leków działa podawany drogą dożylną laktobionian erytromycyny. Objawy ze strony narządu słuchu to oprócz odbiorczego niedosłuchu obustronnego także uczucie „pełności” w uchu, zawroty głowy i szumy uszne. Objawy te są zwykle odwracalne.

### Niesteroidowe leki przeciwzapalne
Ototoksyczność najczęściej dotyczy przewlekłego stosowania pochodnych kwasu acetylosalicylowego. W jego przypadku także wysokie dawki stosowane podczas terapii kolagenoz czy reumatoidalnego zapalenia stawów mogą spowodować efekt ototoksyczny. Chorzy najczęściej odczuwają uporczywy szum uszny oraz pogorszenie rozumienia mowy. Niedosłuch jest zwykle lekkiego stopnia, odwracalny.
- indometacyna – objawy pod postacią niedosłuchu występują dużo częściej i są bardziej nasilone niż w przypadku pochodnych kwasu acetylosalicylowego.

### Leki cytostatyczne
Ototoksyczność tej grupy leków jest duża. Jednak często w przypadku leczenia nowotworu złośliwego niedosłuch, jak i inne działania niepożądane tej grupy leków schodzą na dalszy plan.
- cisplatyna – wywołuje niedosłuch typu odbiorczego zarówno u dorosłych, jak i dzieci leczonych z powodu nowotworu złośliwego. Uszkodzenie słuchu dotyczy zarówno komórek słuchowych zewnętrznych, jak i wewnętrznych, a także komórek zwoju spiralnego, prążka naczyniowego i nerwu słuchowego. Innymi objawami są uporczywe szumy uszne, a także bóle uszu. Niedosłuch jedynie w stadium początkowym jest odwracalny.
- oksaliplatyna – ze wszystkich leków tej grupy posiada najmniejszą zdolność do uszkodzenia narządu słuchu.

### Leki przeciwzimnicze(chininai jej pochodne)
Narażenie narządu słuchu jest szczególnie nasilone w przypadku osób starszych podczas długotrwałych kuracji. Objawy w postaci niedosłuchu odbiorczego z towarzyszącymi szumami usznymi przy stosowaniu małych dawek zwykle są odwracalne. Częściej do trwałego uszkodzenia słuchu dochodzi w przypadku stosowania chlorochiny.

## Profilaktyka podczas stosowania leków ototoksycznych
Przed zastosowaniem leku o działaniu ototoksycznym należy zawsze zastanowić się, czy jego zastosowanie będzie miało większe korzyści niż działania niepożądane. Podawanie leków ototoksycznych musi być szczególnie ostrożne u pacjentów mających już zaburzenia słuchu, u dzieci – szczególnie wcześniaków – oraz osób starszych obciążonych innymi chorobami, jak np. cukrzyca czy niewydolność nerek. Podczas stosowania leków ototoksycznych drogą dożylną powinno monitorować się ich stężenie we krwi. Unikać należy także stosowania więcej niż jednego leku o działaniu ototoksycznym jednocześnie.

## „Terapeutyczne” zastosowanie leków ototoksycznych w otorynolaryngologii
Leki ototoksyczne z powodu swoich właściwości uszkadzających narząd słuchu i równowagi znalazły także miejsce w terapii. Wskazaniem do ich zastosowania jest między innymi choroba Ménière’a, z uporczywymi i częstymi atakami zawrotów głowy, szumów usznych i utraty słuchu. Zabieg polega na chemicznej ablacji narządu przedsionkowego (równowagi) przy pomocy gentamycyny. Lek jest podawany transtympanalnie przy pomocy mikrocewnika zamocowanego w błonie bębenkowej, którego koniec oparty jest o błonę okienka okrągłego (błonę bębenkową wtórną). Podanie leku przez cewnik powoduje, iż przez okienko okrągłe dostaje się on do ucha wewnętrznego, wywołując w tym przypadku pożądany efekt ototoksyczny. Drenik w błonie bębenkowej zakładany jest podczas paracentezy.